# Gorile v megli: Zgodba o Dian Fossey
Gorile v megli: Zgodba o Dian Fossey (izvirno Gorillas in the Mist) je ameriška drama iz leta 1988, ki se naslanja na resnično življenje ameriške zoologinje Dian Fossey in njeno dolgoletno delo z gorilami v gorah Ruande. Zgodbo sta prispevala Anna Hamilton Phelan in Tab Murphy, scenarij je nastal tudi na podlagi člankov Alexa Shoumatoffa in Harolda T. P. Hayesa, ki jih je v primerno obliko spravila Phelanova. Izvirno glasbeno ozadje je ustvaril Maurice Jarre, režisersko vlogo pa je prevzel Michael Apted.
V glavnih vlogah nastopajo Sigourney Weaver, Bryan Brown, Julie Harris in John Omirah Miluwi. Film je prejel pet nominacij za oskarje, a ni prejel nobenega. Nominacije so ustvarjalce doletele v naslednjih kategorijah: najboljša igralka (Weaverjeva), najboljša filmska montaža (Baird), najboljši prirejeni scenarij (Phelanova in Murphy), najboljša izvirna glasbena podlaga (Jarre) in najboljše mešanje zvoka (Nelson, Sanders in Handford). Weaverjeva si je svojo igro sicer prislužila zlati globus, medtem ko je bil za slednjega nominiran še avtor glasbene podlage Jarre.

## Vsebina
Prebivalka Kentuckyja Dian Fossey (igra jo Sigourney Weaver) dobi pri antropologu Louisu Leakeyju navdih in se odloči dve leti svojega nadaljnjega življenja posvetiti delu z gorilami. Čeprav jo Leakey sprva ne vzame resno, se Fosseyjeva ne da in naposled le odpotuje v notranjost Afrike, natančneje v Ruando. Pri tem ji pomaga vodič in živalski slednik Sembegare (igra ga John Omirah Miluwi), ki ima sicer na začetku težave izslediti gorile, saj tega nikoli ni počel.
Naposled se jima po dolgotrajnem preiskovanju ruandskih gora le nasmehne sreča, saj odkrijeta sveže gorilje iztrebke. Kmalu zatem Fosseyjeva odkrije skupino goril, ki jo takoj močno prevzame in očara. Z vsakim dnem se gorilam bolj približa in nekega dne se jih tudi dotakne. Fosseyjevi to spoznavanje goril služi tudi za popis populacije in za študijo njihovega obnašanja in kretenj. O prvih dognanjih redno piše Leakeyju, ki je z njenim delom zadovoljen, a obenem tudi zaskrbljen, da ji gorile ne bi kaj storile.
Nekega dne Fosseyjevo izženejo z gore, na kateri je s Sembegarejem postavila tabor. Za izgon poskrbi lokalno pleme, ki je pod vplivom Clauda Van Vectena (igra ga Constantin Alexandrov). Van Vecten je neusmiljen divji lovec, ki mu je za obstoj gorskih goril vseeno in jih pobija, da nato celotne osebke proda živalskim vrtom po svetu ali da gorilje šape naprej proda kot pepelnike. Fosseyjeva po kratkem postanku pri svoji edini ženski zaveznici na območju, Roz Carr (igra jo Julie Harris), ob pomoči zvestega Sembegareja vnovič postavi tabor na gori. Kmalu zatem odide tudi v mesto in se sooči z Van Vectenom. Potem ko iz njegovega kombija vzame ukradenega goriljega mladiča, odide še na lokalno občino, kjer pri glavnem funkcionarju izbori skupino treh varuhov. Naravni rezervat, na katerem živijo gorile, namreč ne ščitijo nobeni varuhi, zaradi česar je divjim lovcem tudi omogočeno brezvestno pobijanje goril. To skupino treh varuhov sama izuri in težave z divjimi lovci se vsaj za kratek čas prenehajo.
Na gori jo kmalu obišče fotograf National Geographica Bob Campbell (igra ga Bryan Brown). Slednjega je službena dolžnost pripeljala na območje, tako da se jo je odločil obiskati, glede na dejstvo, da je tudi ona redno prispevala gradivo za v revijo National Geographic. Revija je bila tudi njen glavni finančni vir, s katerim je sploh omogočila svoje delo z gorilami. S Campbellom se Fosseyjeva kmalu pobliže spozna in med njima vznikne romanca. Campbell se zaradi razmerja s Fosseyjevo odpove ženi, medtem ko Fosseyjeva teh težav nima. Pred odhodom v Afriko je sicer bila zaročena (gorile je sprva nameravala preučevati zgolj kako leto ali dve), a je od odhoda minilo že več let in njunega razmerja je bilo očitno konec.
Ko Campbell izrazi željo za poroko, ima ona pomisleke, saj si ne želi zapustiti goril. Campbell je razočaran, a nima kaj in Fosseyjevo kmalu zapusti ter odpotuje na Borneo, kjer mu je revija priskrbela novo delovno mesto. Fosseyjeva tako ostane na gori in poostri boj proti divjemu lovu. Kmalu prispe na področje skupina treh nadebudnih mladih zoologov, a Fosseyjeva nad nobenim ni preveč navdušena. Njena ljubezen do goril sčasoma pride tako daleč, da postane z divjimi lovci obsedena in nekega dne zažge njihove kolibe na drugi strani gore. Prav tako enemu od lovcev priredi obešanje, da obešanec doživi ves smrtni strah, le da njegova vrv ni privezana na drevesno vejo. Ko mu tako Fosseyjeva izmakne stol pod nogami, se vrv ne zategne in prestrašeni lovec pade na tla in zbeži.
Vsi v taboru so nad obešanjem in zažiganjem kolib šokirani, a Fosseyjeva ne popusti in se nenadoma do vseh prične vesti osorno in ukazovalno. Pri tem manjšem psihičnem zlomu ji na pomoč priskoči vselej zvesti Sembegare, Fosseyjeva se tudi zateče v svojo edino pravo ljubezen - gorile. 26. decembra 1985 jo v spalnici bivalne kabine preseneti neznanec in jo ubije. Njena smrt ostane nepojasnjena.
Film se na tem mestu konča. Fosseyjeva danes velja za najpomembnejšo predstavnico boja za obstanek goril, prav tako ima največ zaslug, da so gorile do danes sploh preživele. V času njenega odhoda v Afrika je namreč populacija goril na račun divjega lova tako upadla, da je celotni vrsti grozila nevarnost izumrtja.

## Igralska zasedba
- Sigourney Weaver - Dian Fossey
- Bryan Brown - Bob Campbell
- Julie Harris - Roz Carr
- John Omirah Miluwi - Sembegare
- Iain Cuthbertson - dr. Louis Leakey
- Constantin Alexandrov - Claude Van Vecten
- Waigwa Wachira - Mukara
- Iain Glen - Brendan Hello
- David Lansbury - Larry
- Maggie O'Neill - Kim

## Produkcija
Film sta skupaj ustvarili družbi Universal Studios in Warner Bros.

## Finančna bilanca
- Zaslužek v ZDA: 24.720.479 dolarjev
- Zaslužek v preostalem svetu: 36.429.000 dolarjev
- Skupaj: 61.149.479 dolarjev